# 蓝斑核
蓝斑核（Locus Coeruleus），简称蓝斑，亦称青斑核，是位于脑干的一个神经核团。其功能与壓力反应有关。法國解剖學家费利克斯·维克-达齐尔最早发现了蓝斑这一解剖构造。

## 解剖
蓝斑位于第四脑室底，脑桥前背部。蓝斑是脑中合成去甲肾上腺素的主要部位。蓝斑中的神经元主要为中等大小的神经元。蓝斑的蓝青色是由于其中的黑色素颗粒。蓝斑中的这种神经黑色素（Neuromelanin）是由去甲肾上腺素的聚合所产生的。这与基底核的黑质通过聚合多巴胺产生神经黑色素的现象类似。

## 连接
蓝斑在中枢神经系统内的投射很广。其目标区包括脊髓，小脑，下丘脑，丘脑的中继核团，杏仁核，端脑基底部，以及大脑皮质。蓝斑产生的去甲肾上腺素对脑的大多部位具有兴奋性作用，从而加强觉醒状态，并预备脑的神经元对未来刺激的响应。据某些估计，蓝斑内的单个神经元可以通过其巨大的轴突分支激活几乎整个大脑皮质。
蓝斑接受下丘脑的传入。下丘脑是机体内稳态的控制中心。扣带回和杏仁核也向蓝斑投射，从而使得某些情感刺激能够激活蓝斑的神经元。此外，小脑和中缝核也对蓝斑投射。蓝斑还接受来自以下这些脑区的输入有：（1）前额叶内侧，该输入为兴奋性，长期性的，并随着脑和机体活动程度的增加而增强；（2）旁巨细胞核（Nucleus paragigantocellularis），其功能是整合自主神经系统和环境信息；（3）舌下前置核（Nucleus prepositus hypoglossi），该连接与注视功能有关；（4）下丘脑外侧，该连接对蓝斑产生兴奋作用。

## 功能与病变
蓝斑与壓力反应密切相关。应激反应激活蓝斑神经元，增强其去甲肾上腺素的合成与分泌，从而增强前额叶的认知功能，提高动机水平，并激活下丘脑-垂体-肾上腺轴心，进而提高交感神经活动并抑制副交感神经活动。
蓝斑的功能异常与抑郁症和焦虑等有关。
发作性睡病是一种与下丘脑激素或食欲素神经元丢失相关的睡眠障碍，而治疗该病的抗抑郁药主要针对5-羟色胺和NA神经元，它会导致蓝斑核神经元的活性增加。